# Thyas honesta
Thyas honesta là một loài bướm đêm trong họ Erebidae.

## Hình ảnh

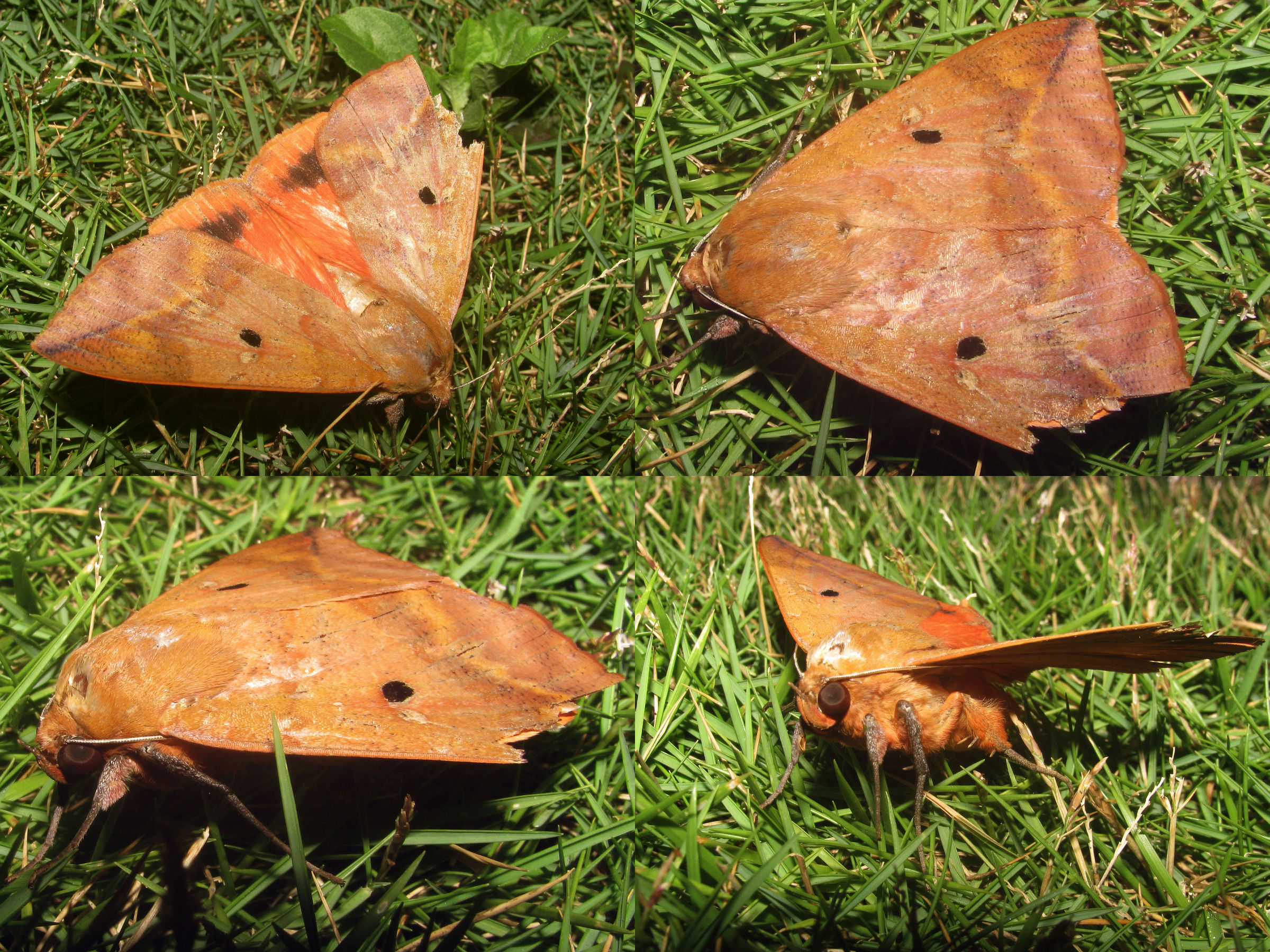
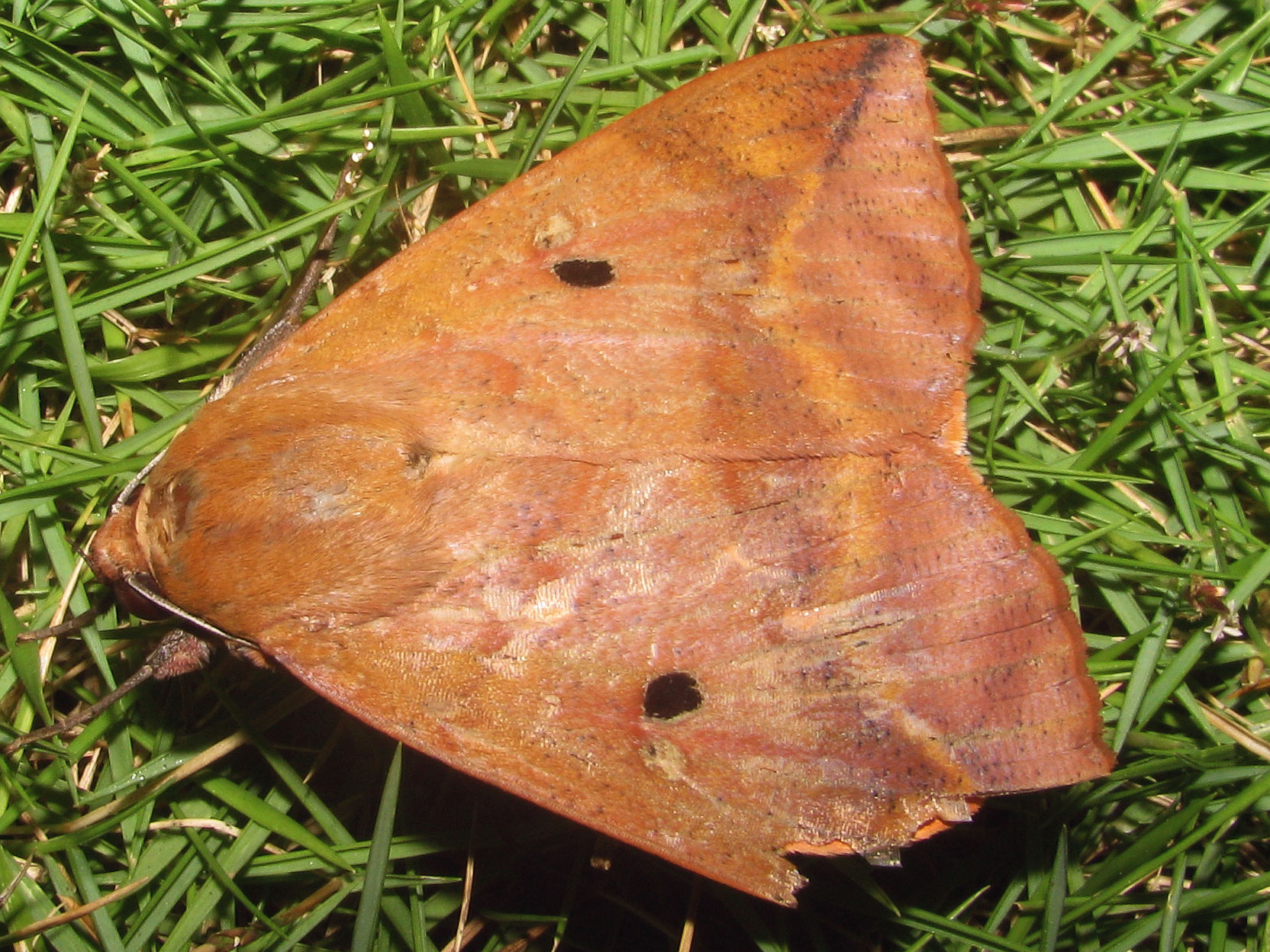
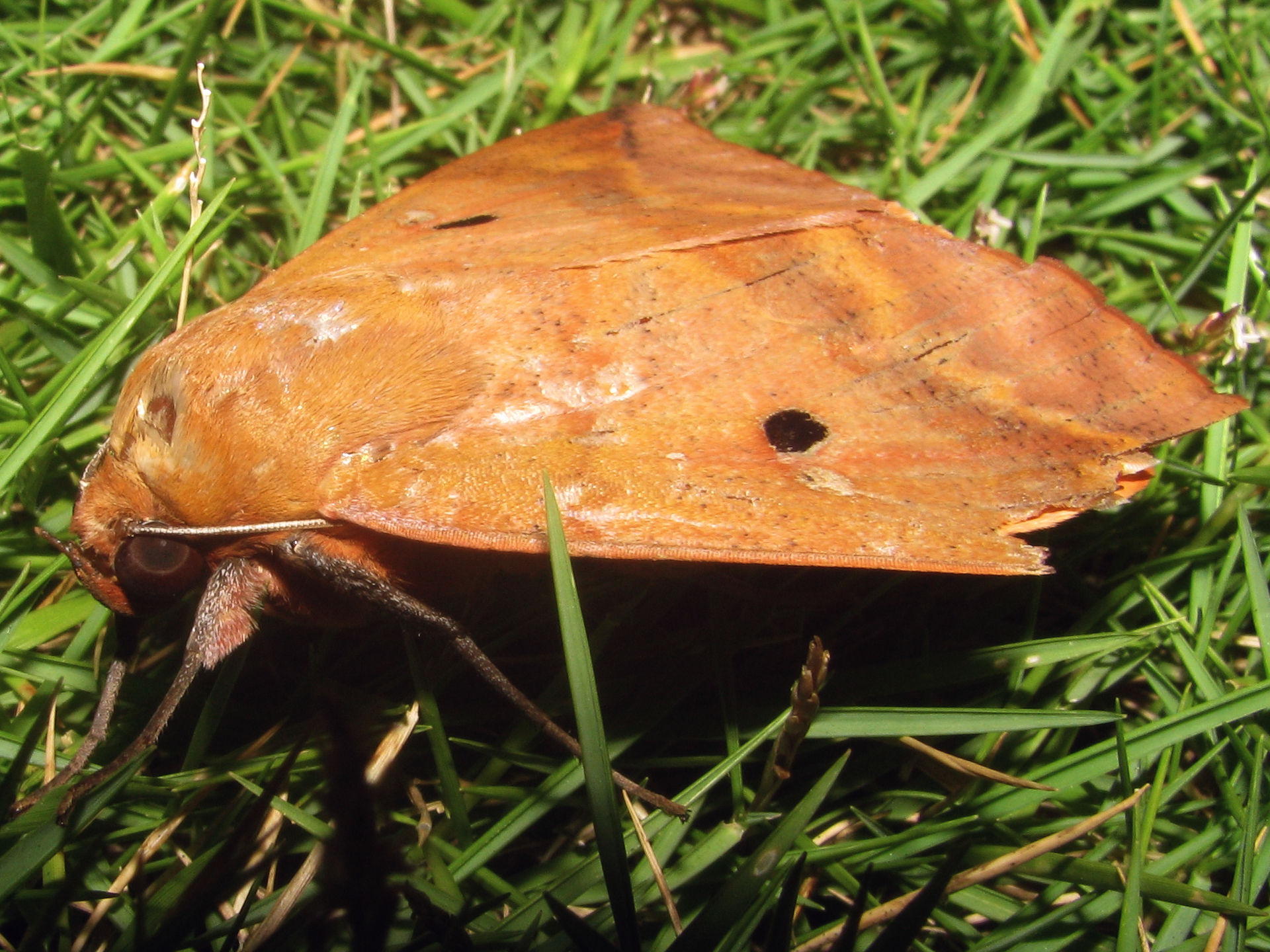
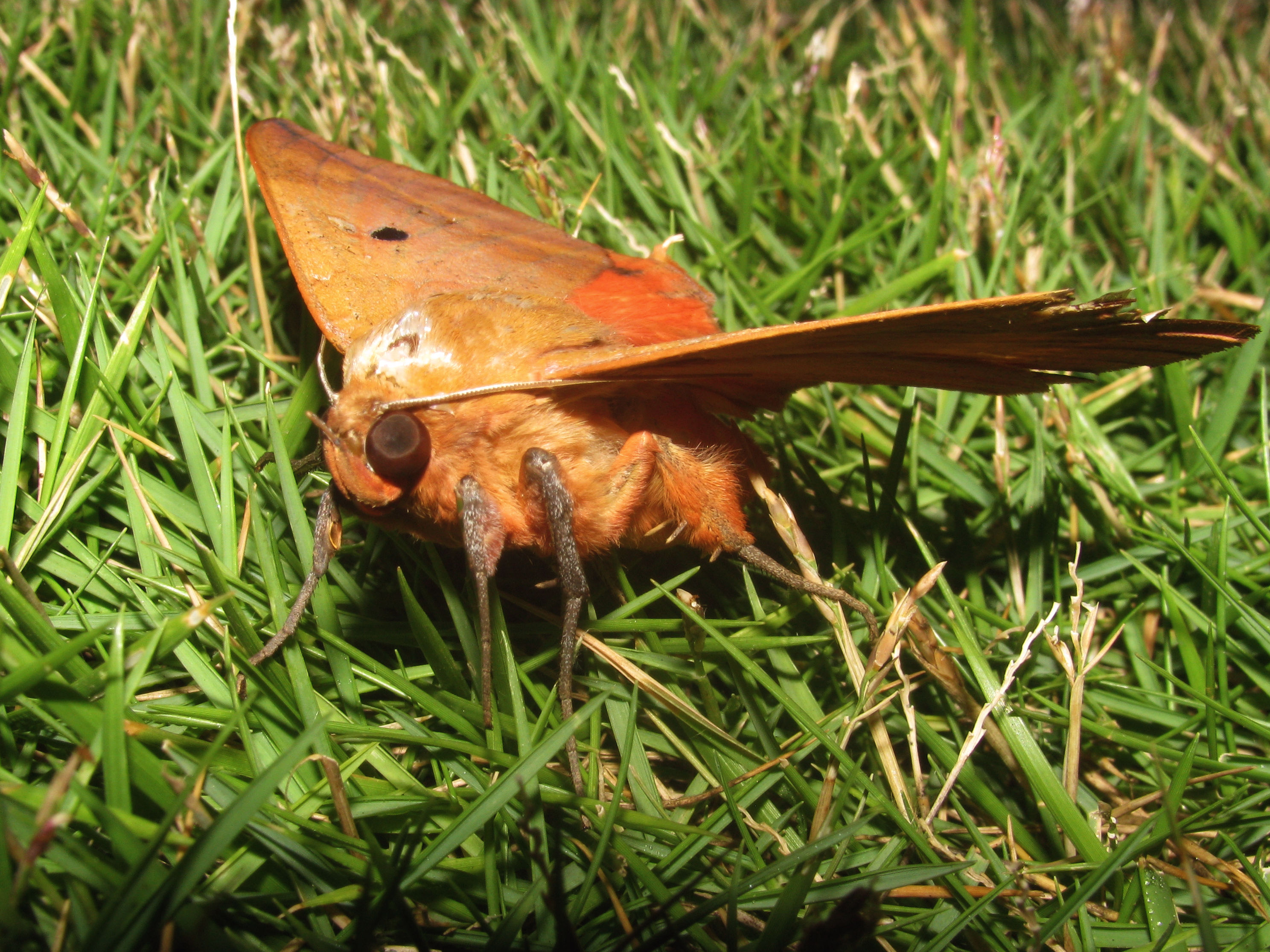